# Gregory John Mansour

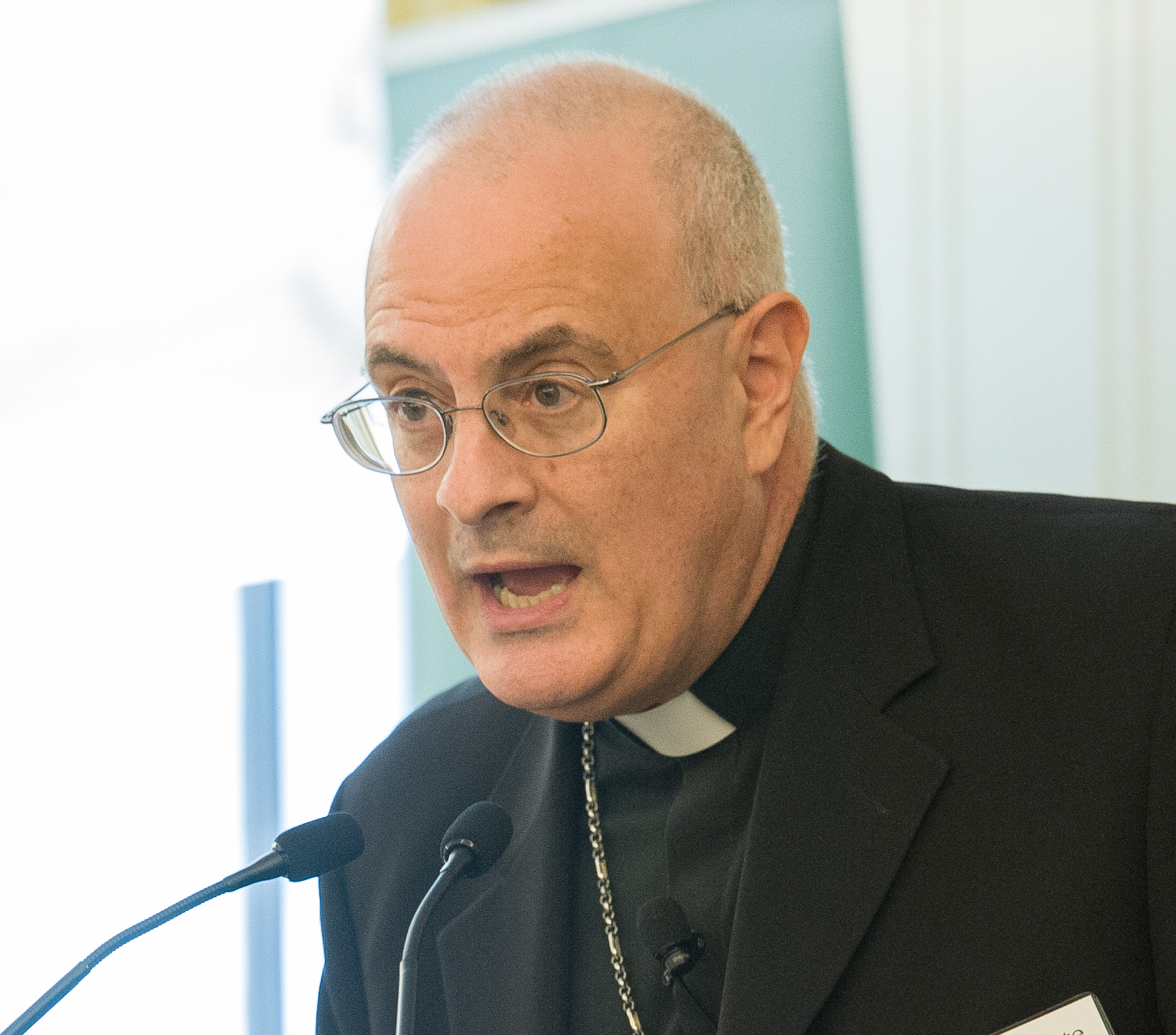
Gregory John Mansour

Gregory John Mansour (arabisch غريغوري جون منصور‎; * 11. November 1955 in Flint, Michigan, USA) ist der gegenwärtige Bischof der maronitischen Eparchie „Hl. Maron“ von Brooklyn (USA).

## Leben
Gregory John Mansour wurde am 18. September 1982 zum Priester geweiht und am 10. Januar 2004 zum Maroniten-Bischof in Brooklyn ernannt. Die Bischofsweihe erfolgte am 2. März 2004, die Inthronisation am 27. April 2004.